# Wc (Unix)

wc este o comandă din sistemul de operare UNIX; provine de la expresia engleză word count (în traducere: număr de cuvinte). Comanda citește intrarea standard sau o listă de fișiere și generează următoarele statistici: numărul de caractere, numărul de linii și numărul de cuvinte.

## Sintaxă
```
wc [opțiuni] fișiere
```

Câteva opțiuni des folosite ale comenzii:
-l  afișează numărul de linii
-c  afișează numărul de octeți
-m  afișează numărul de caractere
-w  afișează numărul de cuvinte
-L  afișează lungimea celei mai lungi linii
Versiunile mai noi ale comenzii fac o diferență între numărul de octeți și numărul de caractere. Diferența se datorează standardului Unicode.
Versiunea GNU a comenzii făcea parte din pachetul GNU textutils package; a fost mutată în GNU coreutils.

## Exemple
```
$ wc foo bar
     40     149     947 foo
   2294   16638   97724 bar
   2334   16787   98671 total
```

În prima coloană este afișat numărul de linii, în a doua coloană numărul de cuvinte, iar în a treia numărul de caractere. Statisticile sunt afișate pentru fiecare caracter în parte. De asemenea este afișat și un total.